# 除息价格
除息价格或净价、干净价格（英文：Clean price），是在金融中，相对于债券的含息价格而言的，指债券除去应计利息（自上次付息日以来所累积的利息）的价格。
除息价格 = 含息价格 - 应付利息
就长期而言，债券的除息价格相对于其含息价格要更加稳定。一般来说，除息价格如果发生变化，一般是因为经济原因，如利率变化或债券发行者信用的改变。